# العلاقات التشادية الجورجية
العلاقات التشادية الجورجية هي العلاقات الثنائية التي تجمع بين تشاد وجورجيا.

## مقارنة بين البلدين
هذه مقارنة عامة ومرجعية للدولتين:
| وجه المقارنة                                              | تشاد                      | جورجيا                          |
| --------------------------------------------------------- | ------------------------- | ------------------------------- |
| المساحة (كم2)                                             | 1.28 مليون                | 69.70 ألف                       |
| عدد السكان (نسمة)                                         | 15.23 مليون               | 3.72 مليون                      |
| الكثافة السكانية (ن./كم²)                                 | 11.9                      | 53.37                           |
| العاصمة                                                   | انجمينا                   | تبليسي، كوتايسي                 |
| اللغة الرسمية                                             | لغة فرنسية، اللغة العربية | اللغة الجورجية، اللغة الأبخازية |
| العملة                                                    | فرنك وسط أفريقي           | لاري جورجي                      |
| الناتج المحلي الإجمالي (بليون دولار)                      | 9.98 مليار                | 15.16 مليار                     |
| الناتج المحلي الإجمالي (تعادل القوة الشرائية) بليون دولار | 30.54 مليار               | 35.68 مليار                     |
| الناتج المحلي الإجمالي الاسمي للفرد دولار أمريكي          | 775                       | 3.79 ألف                        |
| الناتج المحلي الإجمالي للفرد دولار أمريكي                 | 2.18 ألف                  |                                 |
| مؤشر التنمية البشرية                                      | 0.392                     | 0.754                           |
| رمز المكالمات الدولي                                      | +235                      | +995                            |
| رمز الإنترنت                                              | .td                       | .ge، .გე ‏                       |
| المنطقة الزمنية                                           | ت ع م+01:00               | ت ع م+04:00                     |

## منظمات دولية مشتركة
يشترك البلدان في عضوية مجموعة من المنظمات الدولية، منها:
| علم المنظمة | اسم المنظمة                   | تاريخ انضمام تشاد | تاريخ انضمام جورجيا |
| ----------- | ----------------------------- | ----------------- | ------------------- |
|             | يونسكو                        | 19 ديسمبر 1960    | 7 أكتوبر 1992       |
|             | مؤسسة التمويل الدولية         | 2 أبريل 1998      | 29 يونيو 1995       |
|             | مؤسسة التنمية الدولية         | 7 نوفمبر 1963     | 31 أغسطس 1993       |
|             | منظمة التجارة العالمية        | ?                 | 14 يونيو 2000       |
|             | الاتحاد البريدي العالمي       | ?                 | ?                   |
|             | الاتحاد الدولي للاتصالات      | 25 نوفمبر 1960    | 7 يناير 1993        |
|             | الأمم المتحدة                 | 20 سبتمبر 1960    | 31 يوليو 1992       |
|             | البنك الدولي للإنشاء والتعمير | 10 يوليو 1963     | 7 أغسطس 1992        |

## وصلات خارجية
- موقع وزارة الخارجية الجورجية